# Prix Daniel-Wildenstein
Groupe 2
Le prix Daniel-Wildenstein est une course hippique de plat se déroulant le premier week-end du mois d'octobre, à la veille du prix de l'Arc de Triomphe, sur l'hippodrome de Longchamp.
C'est une course de Groupe II réservée aux chevaux de 3 ans et plus. La première édition remonte à 1882, alors que la course s'appelait le prix du Rond-Point. Elle a été rebaptisée en 2002 en hommage au propriétaire-éleveur Daniel Wildenstein.
Le prix Daniel-Wildenstein se court sur la distance de 1 600 mètres, sur la grande piste de Longchamp. L'allocation s'élève à 200 000 €.
Elle se déroule le même jour que le prix Chaudenay, le prix de Royallieu, le prix Dollar et le prix du Cadran.

## Palmarès depuis 2000
| Année  | Vainqueur         | Pays        | Père              | Jockey                | Entraîneur             | Propriétaire              | Temps   |
| ------ | ----------------- | ----------- | ----------------- | --------------------- | ---------------------- | ------------------------- | ------- |
| 2024   | Ramadan           | France      | Le Havre          | Aurélien Lemaître     | Christopher Head       | Nurlan Bizakov            | 1'39"52 |
| 2023   | Poker Face        | Royaume-Uni | Fastnet Rock      | Maxime Guyon          | Simon & Ed Crisford    | Edward Ware               | 1'37"45 |
| 2022   | Erevann           | France      | Dubawi            | Christophe Soumillon  | Jean-Claude Rouget     | S.A. Aga Khan             | 1'43"71 |
| 2021   | Real World        | Royaume-Uni | Dark Angel        | Lanfranco Dettori     | Saeed bin Suroor       | Écurie Godolphin          | 1'41"72 |
| 2020   | The Revenant      | Royaume-Uni | Dubawi            | Pierre-Charles Boudot | Francis-Henri Graffard | Al Asayl France           | 1'45"34 |
| 2019   | The Revenant      | Royaume-Uni | Dubawi            | Pierre-Charles Boudot | Francis-Henri Graffard | Al Asayl France           | 1'43"90 |
| 2018   | Ostilio           | Royaume-Uni | Dubawi            | Andrea Atzeni         | Simon Crisford         | Cheik Obaid Al Maktoum    | 1'38"96 |
| 2017** | Taareef           | France      | Kitten's Joy      | Christophe Soumillon  | Jean-Claude Rouget     | Hamdan Al Maktoum         | 1'40"19 |
| 2016** | Taareef           | France      | Kitten's Joy      | Ioritz Mendizabal     | Jean-Claude Rouget     | Hamdan Al Maktoum         | 1'43"19 |
| 2015   | Impassable        | France      | Invincible Spirit | Olivier Peslier       | Carlos Laffon-Parias   | Wertheimer & Frère        | 1'37"65 |
| 2014   | Solow             | France      | Singspiel         | Olivier Peslier       | Freddy Head            | Wertheimer & Frère        | 1'36"59 |
| 2013   | Pollyana          | France      | Whipper           | Flavien Prat          | Didier Prod'Homme      | Bryan Lynam               | 1'40"24 |
| 2012   | Zinabaa           | France      | Anabaa            | Gérald Mossé          | Michel Macé            | Écurie Victoria Dreams    | 1'44"49 |
| 2011   | Rajsaman          | France      | Linamix           | Thierry Jarnet        | Freddy Head            | Saeed Al Romaithi         | 1'38"23 |
| 2010   | Royal Bench       | France      | Whipper           | Olivier Peslier       | Robert Collet          | Richard Strauss           | 1'44"30 |
| 2009   | Tamazirte         | France      | Danehill Dancer   | Christophe Soumillon  | Jean-Claude Rouget     | Écurie La Vallée Martigny | 1'38"60 |
| 2008   | Spirito del Vento | France      | Indian Lodge      | Olivier Peslier       | Jean-Marie Béguigné    | Luigi Ciampi              | 1'39"10 |
| 2007   | Spirito del Vento | France      | Indian Lodge      | Olivier Peslier       | Jean-Marie Béguigné    | Luigi Ciampi              | 1'40"90 |
| 2006   | Echo of Light     | Royaume-Uni | Dubaï Millennium  | Lanfranco Dettori     | Saeed bin Suroor       | Godolphin                 | 1'37"00 |
| 2005   | Special Kaldoun   | France      | Alzao             | Dominique Bœuf        | David Smaga            | Écurie Chalhoub           | 1'40"80 |
| 2004   | Cacique           | France      | Danehill          | Christophe Soumillon  | André Fabre            | Khalid Abdullah           | 1'37"50 |
| 2003   | Special Kaldoun   | France      | Alzao             | Dominique Bœuf        | David Smaga            | Écurie Chalhoub           | 1'42"40 |
| 2002   | Domedriver        | France      | Indian Ridge      | Thierry Thulliez      | Pascal Bary            | Famille Niarchos          | 1'39"90 |
| 2001   | China Visit       | Royaume-Uni | Red Ransom        | Lanfranco Dettori     | Saeed bin Suroor       | Godolphin                 | 1'44"80 |
| 2000   | Kabool            | Royaume-Uni | Groom Dancer      | Lanfranco Dettori     | Saeed bin Suroor       | Godolphin                 | 1'36"40 |

** Éditions disputées à Chantilly.